# Jean-Louis Barrault
Jean-Louis Barrault (Ile-de-France, França, 8 de setembro de 1910 — Paris, 22 de janeiro de 1994) foi um ator francês.

## Biografia
Iniciou sua carreira em 1931 como mímico e depois passou para o cinema. Após a Segunda Guerra Mundial ele trabalhou ativamente na Comédie-Française, com a atriz Madeleine Renaud, que viria a ser sua esposa por mais de 50 anos. Juntos eles formaram uma das companhias teatrais mais famosas da França e percorreu todo o mundo com grandes clássicos. 
No Brasil, eles estiveram por pelo menos três vezes (1950, 1954 e 1961).
Seus filmes de maior sucesso foram O Boulevard do Crime na década de 1940 e Casanova e a Revolução na década de 1980.
Barrault recebeu, das mãos do presidente  François Mitterrand, o título de Grand Officier da Legião de Honra,  a mais alta honraria concedida pelo governo francês.
O ator faleceu aos 83 anos, em janeiro de 1994. Sua companheira, Madeleine, morreria alguns meses depois, em setembro do mesmo. 